# 小行星25662
小行星25662（25662 Chonofsky）是一颗绕太阳运转的小行星，为主小行星带小行星。该小行星于2000年1月20日发现。

## 轨道参数
小行星25662的轨道半长轴为411 633 451 km，2.7515605 UA，离心率为0.095。